# Asilus natalicus
Asilus natalicus là một loài ruồi trong họ Asilidae. Asilus natalicus được Macquart miêu tả năm 1855. Loài này phân bố ở vùng nhiệt đới châu Phi.